# Rouffiac (Charente)
Rouffiac é uma comuna francesa na região administrativa da Nova Aquitânia, no departamento de Charente. Estende-se por uma área de 9,89 km². Em 2010 a comuna tinha 121 habitantes (densidade: 12,2 hab./km²).